# Бірче
Бі́рче — село в Україні, у Великолюбінській селищній громаді Львівського району Львівської області. Населення становить 189 осіб.
На південний схід від села 2018 року створений ландшафтний заказник «Урочище Солониця».
В селі діє філія «Бірченська загальноосвітня школа І—II ступенів» опорного Великолюбінського закладу загальної середньої освіти І—III ступенів Великолюбінської селищної ради Львівського району Львівської області.
Через село курсує приміський автобус № 990, що сполучає Львів та Комарно, а також є прямий маршрут — приміський автобус № 191, що сполучає Львів з селом Бірче.

## Відомі люди
- Андрій Шеремета — український актор комічного плану.